# جون ر. نيل
جون ر. نيل (بالإنجليزية: John R. Neal)‏ هو محامي وسياسي أمريكي، ولد في 26 نوفمبر 1836 بمقاطعة أندرسون في الولايات المتحدة، وتوفي في 16 مارس 1889 في الولايات المتحدة. حزبياً، نشط في الحزب الديمقراطي. وقد انتخب عضو مجلس نواب تينيسي وانتخب عضو مجلس ولاية تينيسي وانتخب عضو مجلس النواب الأمريكي.